# 空气净化器

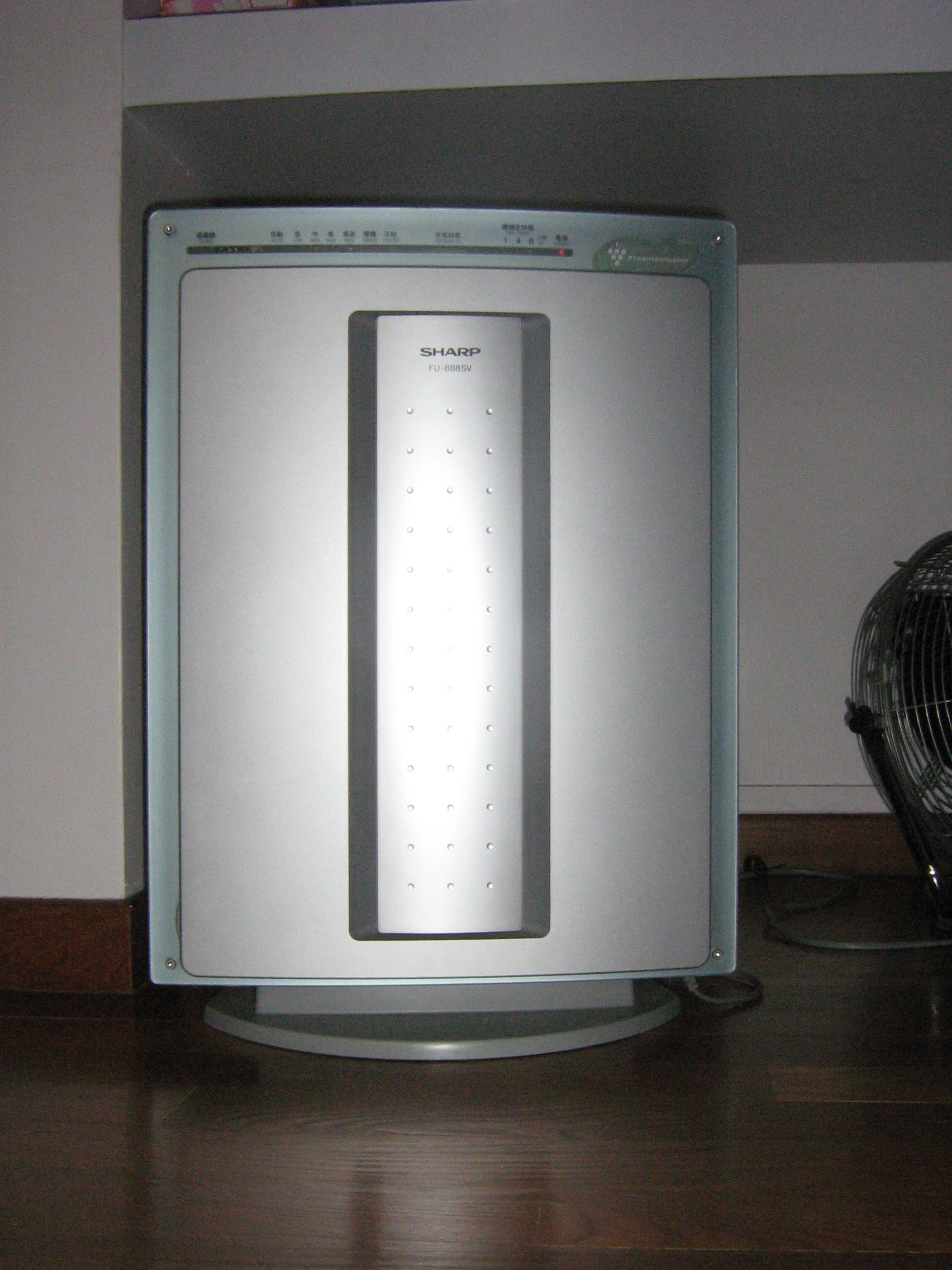
夏普FU-888SV淨離子群空氣清淨機

空气净化器（air purifier/cleaner）又稱空氣淨化器、空氣清潔器，是指能夠移除空氣污染物、有效提高室內空氣清潔度的產品。有些冷氣機、暖氣機等空調設備也附帶有限度的空氣清淨的功能。

## 發展歷史
空气净化器起源於消防用途，1823年，約翰和查爾斯·迪恩發明了一種新型煙霧防護裝置，可使消防隊員在滅火時避免煙霧侵襲。1854年，一個名叫約翰斯·滕豪斯的人在前輩發明的基礎上又取得新進展：他發現若空氣過濾器中加入木炭可從空氣中過濾出有害和有毒氣體。二戰期間，美國政府開始進行放射性物質研究，他們需要研製出一種方式過濾出所有有害顆粒，以保持空氣清潔，使科學家可以呼吸，於是高效濾網（HEPA）應運而生。進入20世紀80年代，空氣淨化的重點已經轉向空氣淨化方式，如家庭空氣淨化器。

## 工作原理及種類
空氣淨化器通常由風扇、空氣濾網系統組成，其工作原理為：機器內的風扇（又稱風機）使室內空氣循環流動，污染的空氣通過機內的濾網將各種污染物清除或吸附，達到清潔、淨化空氣的目的。
空氣淨化器一般有台壁式、吊掛式、吸頂式和落地式等類型；按空氣淨化技術則分為：HEPA空气净化器、活性炭空气净化器、電子空气净化器、紫外線空气净化器、潔淨室空气净化器、負離子空氣淨化器、離子風空气净化器、臭氧空气净化器等。

## 主要技術

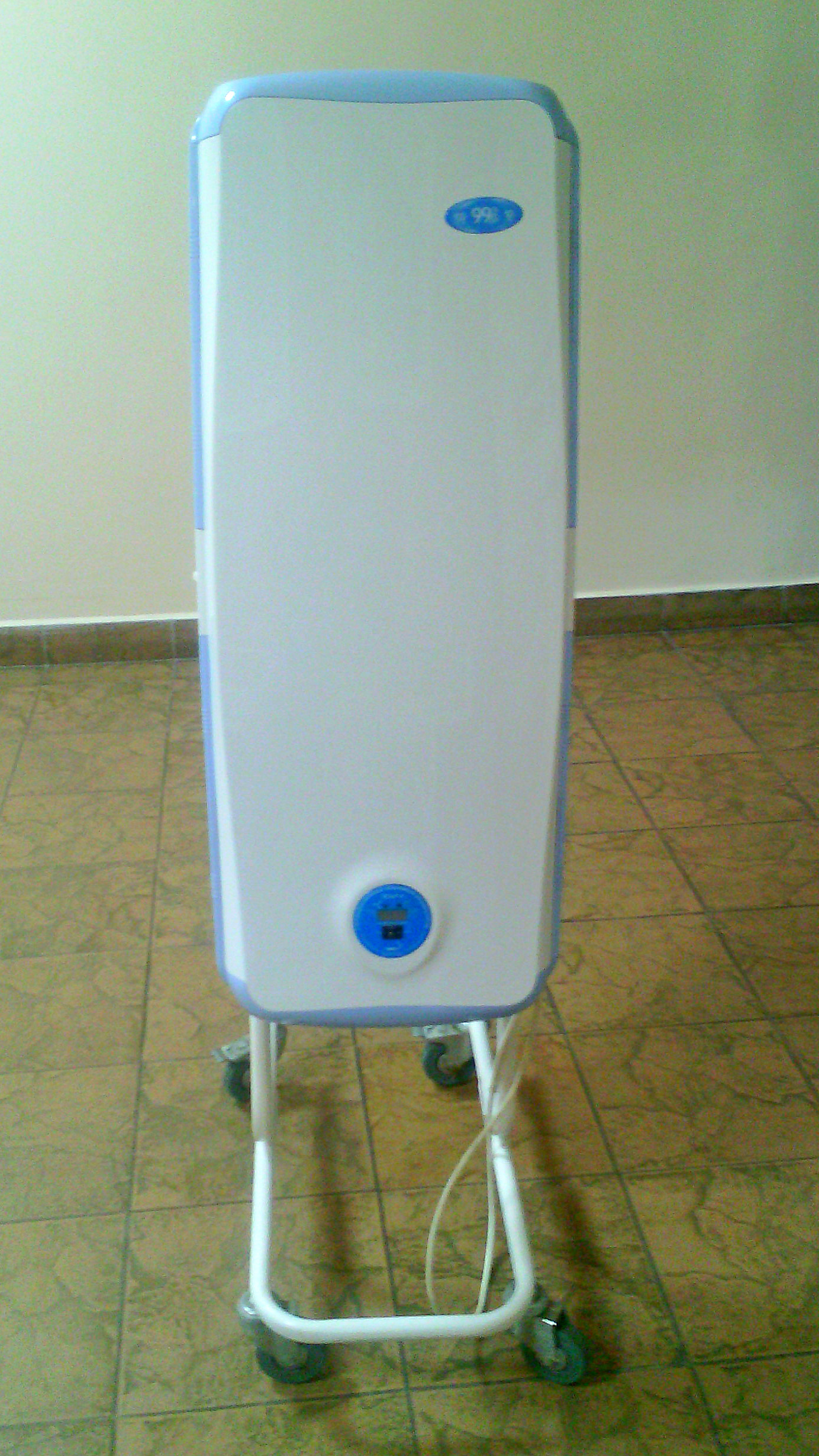
空气净化器

空气净化器中有多種不同的技術和介質，使它能夠向用戶提供清潔和安全的空氣。常用的空氣淨化技術有：HEPA高效過濾技術、光等離子技術、吸附技術、負離子技術、負氧離子技術、分子絡合技術、二氧化鈦光觸媒技術、靜電集塵技術、活性氧技術等；材料技術主要有：光觸媒、活性炭、合成纖維、HEPA高效材料、負離子發生器等。現有的空氣淨化器多采為複合型，即同時採用了多種淨化技術和材料介質。

### HEPA濾網
高效濾網（英語：High-Efficiency Particulate Air，即HEPA）是空气净化器中使用的最熱門的技術，也是最穩定無副作用的物理過濾方式。HEPA濾網能夠吸納99.7％0.3微米的懸浮微粒（0.3微米是最難過濾的大小），使吸進的空氣更清新、潔淨。通常HEPA濾網可吸附化學煙霧、細菌、塵埃微粒及花粉。HEPA濾網的優點是有效安全。其過濾能力高於靜電集塵技術，但無法濾除有害氣體。
隨著HEPA等級的提高（市面上多為H11~H13等級），其產生的風阻越大，也相對產生更多的噪音，请根据具体环境选择相关滤网（请尽量在重污染环境中采用H12及以上滤网）。此外，未能準時更換的濾網也容易成為細菌滋生的溫床，造成二次污染，使用者須定期察看或使用有智慧濾網管理技術的空氣清淨機；使用HEPA的空氣清淨機要有良好的氣密設計，否則空氣會繞過濾網而失去過濾效果。

### 
空氣中的O2分子和H2O分子經過特殊波長的奈米光管照射，分解成具有高氧化性光等離子的氣流，這些帶有大量電子鍵的光等離子氣流具有破壞有機分子的能力，能夠迅速中和空氣中的揮發性甲醛、甲苯、VOC等氣體分子，使之分解成為水和二氧化碳，該技術本身不會產生任何其他有害物質。由於中和甲醛分子而形成的水分子可以繼續經過奈米光管再次作用，通過這樣的鏈式反應將污染物徹底分解。

### 靜電濾網
利用附加靜電的不織布來集塵。優點是效果不錯而且安全，也有一些公司推出外加於冷氣機的靜電濾網（如3M），但由於多數冷氣機都沒有附加靜電濾網的設計，因此靜電濾網只能覆蓋部分冷氣進氣區，以免冷氣風量大減，就算硬要全面性的包覆，仍然會有空氣經由縫細直接進入冷暖氣機，無法發揮濾網所有能力。

### 靜電集塵
電子技術使用電子電荷，空氣淨化器中有相反電荷，這兩個電荷互相吸引，捕捉空氣淨化器中的粒子，把粒子吸收到收集板，並把他們從空中清除。靜電集塵系統必須設計良好以免清理，但若能方便清洗，是一套相當便宜有效的方法，而且靜電集塵使用的高壓電可以破壞細菌病毒，也多少有除臭及分解有機氣體的效果；可重水洗，但要最好由專業人員清洗，妥善設計可讓臭氧排出量降至安全濃度以下。
但根據研究，靜電集塵系統的清除效率與風速成反比，當空氣清淨機風量越大，靜電集塵所能發揮的效果就越低。

### 活性炭濾網
活性炭濾網對於除臭及吸收有害氣體都有相當的效果；但是要過濾懸浮微粒還是要使用HEPA等其他種類的濾網才行。優點是安全有效，缺點是更換成本高。

### 光觸媒
在紫外光線照射下，光觸媒可以分解許多有害氣體及消毒殺菌。

### 精油
精油只有蓋掉臭味的能力。如果是點線香（如檀香）薰香，焦油、懸浮微粒、一氧化碳等大量污染物會因為不完全燃燒而釋出。但霧化後的精油會對呼吸道產生刺激及過敏反應，使用時應特別留意。

## 效用
空气净化器不能解決二氧化碳濃度增加問題，除非由室外引入空氣，已經有一些機種是固定在窗上，直接過濾室外空氣引入室內。空气净化器對二手菸效果差，要減緩二手菸害的換氣能力要極高，而且濾網消耗速度極快，不如採用強力抽風機將二手菸抽出室外（這也是為什麼合理的禁菸法案都會要求室內及距離門窗一定距離以內全面禁菸）；正如同廚房是採用抽油煙機減少油煙傷害。同理也適用於金紙、線香造成的污染。宣稱可以濾除二手菸的廣告幾乎都是不實廣告。